# 樊尚·雷费
樊尚·雷费（法語：Vincent Reffet，1984年9月15日—2020年11月17日），男，法国特技表演者，从事低空跳伞、翼装飞行等运动。曾穿着喷射装备与A380客机共飞。